# Nesticus pecki
Espèce
Nesticus pecki est une espèce d'araignées aranéomorphes de la famille des Nesticidae.

## Distribution
Cette espèce est endémique du Tennessee aux États-Unis,. Elle se rencontre dans le comté de Marion dans la grotte Monteagle Saltpeter Cave, dans le comté de Fentress dans la grotte Hurricane Maze Cave et dans le comté de White dans la grotte Haskell Sims Cave.

## Description
Le mâle holotype mesure 2,79 mm et la femelle paratype 2,58 mm.

## Systématique et taxinomie
Cette espèce a été décrite par Hedin et Dellinger en 2005.

## Étymologie
Cette espèce est nommée en l'honneur de Stewart B. Peck.

## Publication originale
- Hedin & Dellinger, 2005 : « 'Descriptions of a new species and previously unknown males of Nesticus (Araneae: Nesticidae) from caves in eastern North America, with comments on species rarity. » Zootaxa, no 904, p. 1-19.